# Вильжюиф
Вильжюиф (фр. Villejuif) — город (коммуна) на севере Франции, в департаменте Валь-де-Марн региона Иль-де-Франс, округ Л’Аи-ле-Роз. Южный пригород Парижа. Население 51 тыс. 739 человек (2010). Находится в 8 километрах от центра Парижа (Нотр-Дам).

## Название
Первый раз Вильжюиф упоминается в папской булле Каликста II в 1119 году как Villa Judea «еврейская деревня»; в последующие века как Villejuifve, т.е. архаичное французское написание выражения с тем же значением. Тем не менее, никаких данных о евреях в данном населенном пункте в Средние Века не сохранилось, и поэтому их роль в основании (или развитии) данного поселения не установлена.

## Транспорт
Вильжюиф обслуживается 3 станциями линии 7 Парижского метрополитена: Вильжюиф — Лео Лагранж, Вильжюиф — Поль Вайян-Кутюрье, и Вильжюиф — Луи Арагон.

## Демография
Население пригорода Вильжюиф — 51 тыс. 739 человек (2010). Плотность — 9 689 чел./км².
Демографическая таблица за XX век:

## Климат
Таблица температур и выпадения осадков за 2007 г.:
| Месяцы                       | Я    | Ф    | M    | A    | M     | И    | И    | A     | С    | O    | Н    | Д    |
| ---------------------------- | ---- | ---- | ---- | ---- | ----- | ---- | ---- | ----- | ---- | ---- | ---- | ---- |
| Максимальная температура(°C) | 10,1 | 11,6 | 12,2 | 21,9 | 20,4  | 23   | 23,4 | 22,4  | 19,9 | 15,3 | 10,3 | 7,2  |
| Минимальная температура (°C) | 6,2  | 6,2  | 5,4  | 10,5 | 12    | 14,7 | 14,8 | 14,4  | 12   | 9,2  | 5,5  | 2,9  |
| Осадки (средние данные в мм) | 27,8 | 79,2 | 39,6 | 5,2  | 102,4 | 52,6 | 73,2 | 159,6 | 18,2 | 42   | 28,6 | 59,8 |
| Источник : Météociel.        |      |      |      |      |       |      |      |       |      |      |      |      |

## Города-побратимы
- Дунауйварош, Венгрия
- Мирандола, Италия
- Нойбранденбург, Германия
- Вила-Франка-де-Шира, Португалия
- Ямбол, Болгария

## Уроженцы
- Григорий Григорьевич Гагарин (род. 2 октября 1945 года, Вильжюиф) — князь, предводитель Российского дворянского собрания.

## Галерея
- Вид на с RN7 со станции Луи Арагон
- Парк Пабло Неруды (на заднем плане – мэрия)
- Больница Поль-Бруссо Paul-Brousse (главный вход)
- Зелёные насаждения перед железнодорожным переездом в городок Роберт-Лебон